# دی هورن
دی هورن (به هلندی: De Heurne) یک منطقهٔ مسکونی در هلند است که در آلتن واقع شده‌است.